# Chirchiq
Chirchiq (in der usbekisch-kyrillischen Schreibweise Чирчиқ; auch Tschirtschik und Chirchik) ist eine kreisfreie Industriestadt in der usbekischen Viloyat Taschkent am Fluss Chirchiq, nach dem die Stadt benannt wurde, etwa 32 km nordöstlich der Stadt Taschkent.
Chirchiq liegt am Fuße des Tschatkalgebirges auf 582 m Seehöhe und hat 145.600 Einwohner (Stand: 1999). Die größte ethnische Gruppe in Chirchiq stellen die Usbeken, gefolgt von Kasachen.
Chirchiq wurde 1935 gegründet, als mehrere Dörfer nach der Errichtung eines Wasserkraftwerkes am Chirchiq zusammenwuchsen. Chirchiq stellte das erste Industriezentrum dar, das um Taschkent entstand, nachdem letztere Stadt zur Hauptstadt wurde.
In Chirchiq bestand von 1946 bis 1948 das sowjetische Besserungsarbeitslager (Gulag) Bau-883 und ITL. Die Internierten wurden bei der Errichtung einer Produktionsstätte für Deuteriumoxid für Kernreaktoren zwangseingesetzt. Das Lager war zeitweise mit bis zu 2600 Personen belegt.
Früher lebten in Chirchiq viele Deutschstämmige; mittlerweile haben aber viele von ihnen die Stadt verlassen, weshalb in Chirchiq viele Häuser leer stehen.
Die Stadt liegt inmitten einer landwirtschaftlich intensiv genutzten Umgebung, in der vor allem Melonen und Weintrauben und andere Obst- und Gemüsesorten angebaut werden. In einer großen Chemiefabrik werden Düngemittel produziert, weitere bedeutende Industriezweige sind die Herstellung von Eisenlegierungen, landwirtschaftlichen Maschinen und die Chemieindustrie.
Chirchiq und seine Umgebung sind ein bedeutendes Naherholungsgebiet der Viloyat Taschkent. Das nahe gelegene Chimgon ist ein überregional bekanntes Wintersportzentrum.

## Söhne und Töchter der Stadt
- Ljudmila Storoschkowa (1955–2022), sowjetische Sprinterin
- Fljura Chassanowa (* 1964), kasachische Schachspielerin
- Stanislaw Krawtschuk (* 1978), ukrainischer Freestyle-Skisportler
- Enwer Ablajew (* 1979), ukrainischer Freestyle-Skisportler
- Dmitri Archipow (* 1981), russischer Freestyle-Skisportler
- Helena Melnikov (* 1981), usbekisch-deutsche Verbandsfunktionärin
- Server Jeparov (* 1982), Fußballspieler
- Ruslan Karimov (* 1986), Radrennfahrer
- Alim Alijew (* 1988), ukrainischer Journalist, Menschenrechtsaktivist und Kulturmanager
- Iskander Madjitov (* 1989), deutscher Schauspieler und Model